# Френк Найт
Френк Гайнеман Найт (англ. Frank Hyneman Knight, 7 листопада 1885, Маклейн (округ, Іллінойс), США — 15 квітня 1972, Чикаго, США) — американський економіст, який провів більшу частину своєї кар'єри в університеті Чикаго, де він став одним із засновників Чиказької школи економіки. Лауреати Нобелівської премії Джеймс Б'юкенен, Мілтон Фрідман і Джордж Стіглер — всі були студентами Найта у Чикаго. Найт керував написанням кандидатської дисертації Стіглера.

## Біографія
У 1911 році отримав ступінь бакалавра в Миллиганском коледжі, штат Теннессі; в 1913 році ступінь магістра в Університеті Теннессі. У 1916 році отримав докторський ступінь у Корнельському університеті. З 1927 по 1955 роки працював у Чиказькому університеті.
Однією з найвизначніших праць в історії економічної думки, присвяченій проблемам підприємництва і досконалої конкуренції є монографія Найта «Ризик, невизначеність і прибуток» (Risk, Uncertainty and Profit, 1921), заснована на його докторської дисертації.
Один із засновників товариства «Мон-Пелерен». Президент Американської економічної асоціації в 1950 рік. Нагороджений медаллю Френсіса Вокера (1957)

## Науковий доробок
Найт відомий як автор книги «Ризик, невизначеність і прибуток», що заснована на його кандидатській дисертації в Корнельському університеті. У цій книзі він докладно розрізнив економічний ризик і невизначеність. Ризиковими, на його погляд, були ті ситуації, де результати були невідомі, але характеризуються розподілом імовірностей, який нам відомий із самого початку. Він стверджував, що ті ситуації, де можуть бути застосовані такі визначальні закони, як принцип максимально очікуваної корисності, глибоко відрізняються від «невизначених», результати яких є випадковими й характеризуються невідомим розподілом імовірностей. Найт стверджує, що невизначеність призвела до росту економічних прибутків, що також не може бути порушеним досконалою конкуренцією.
У той час як більшість сучасних економістів визнають концепцію відмінності між ризиком і невизначеністю Найта, ця відмінність не підтвердилася у більшості теоретичних моделей або емпіричних робіт. Можливим винятком є модель «Ринки з Мереж», розроблена соціологом Харрісон Вайт в 2002 році.
Найт також відомий критикою теорії соціальних витрат Артура  С. Пігу.
Він також зробив значний внесок у аргументацію на користь платних доріг. Зокрема він розробив аргумент, який складає основу аналізу рівноваги дорожнього руху, що відомий як принцип Вардропа:
Припустимо, що між двома точками є дві дороги, одна з яких є досить широкою для розміщення всього трафіку, який може побажати використовувати її, без нагромадження, але вона погано градуйована і вкрита; в той час як інша дорога є набагато кращою, але вузькою і досить обмеженої ємності. Якщо велика кількість вантажних автомобілів переміщуються між цими двома точками і вільні у виборі будь-якого з двох маршрутів, вони, як правило, розподіляються між дорогами в таких пропорціях, щоб витрати на одиницю транспорту чи ефективність повернення на одиницю інвестицій була та ж сама для кожної вантажівки на обох маршрутах. Чим більша кількість вантажівок користується більш вузькою та кращою дорогою, тим швидше збільшується навантаження на неї, допоки не настане момент, коли стає вигіднішим використовувати ширше, але гірше шосе.